# Coat of Arms
Coat of Arms je páté studiové album švédské power metalové skupiny Sabaton, které vyšlo v roce 21. května 2010. Jde o první album Sabatonu, jež bylo vydáno v rámci vydavatelství Nuclear Blast.

## Seznam skladeb
Texty písní se (kromě poslední skladby) věnují druhé světové válce
| Pořadí         | Název              | Téma | Délka |
| -------------- | ------------------ | --- | ----- |
| 1.             | Coat of Arms       | italsko-řecká válka s odkazy na bitvu u Thermopyl | 3:34  |
| 2.             | Midway             | bitva u Midway | 2:29  |
| 3.             | Uprising           | varšavské povstání | 4:55  |
| 4.             | Screaming Eagles   | 101. výsadková divize a obléhání Bastogne | 4:07  |
| 5.             | The Final Solution | holokaust | 4:56  |
| 6.             | Aces in Exile      | polští, českoslovenští a kanadští piloti RAF během bitvy o Británii | 3:22  |
| 7.             | Saboteurs          | operace Telemark | 3:15  |
| 8.             | Wehrmacht          | Wehrmacht | 4:14  |
| 9.             | White Death        | Simo Häyhä, úspěšný finský odstřelovač v době zimní války | 4:10  |
| 10.            | Metal Ripper       | pocta metalu jako písně „Metal Machine“ a „Metal Crüe“ z minulých alb, tentokrát ze součástí textů od AC/DC, Mötley Crüe, Iron Maiden, Metallicy, Ozzyho Osbourna, Judas Priest, Black Sabbath, Rainbow, HammerFall, Yngwieho Malmsteena, Accept, Deep Purple, Queensrÿche a Queen | 3:50  |
| Celková délka: | Celková délka:     | Celková délka: | 39:59 |